# Nádine
Nádine (née le 28 février 1982) est une chanteuse sud-africaine. S'exprimant principalement en afrikaans, mais également en anglais, elle doit une partie de sa notoriété au titre « Kaapse Draai » qui fut un immense succès commercial dans son pays.

## Biographie
Commençant sa carrière à l'âge de quatorze ans, Nádine devient dès 1996 l'une des chanteuses à la mode en Afrique du Sud. L'année suivante, poussée par son producteur Ian Bossert, elle entame une grande tournée dans plusieurs villes du pays en compagnie du jeune chanteur néerlandais Jan Smit. Quelques mois plus tard, elle peut se produire au « Two Nations Concert » de Johannesburg devant des personnalités telles que Nelson Mandela et le prince Charles d'Angleterre. 
Dès lors, sa popularité va croissant, la jeune chanteuse enchaînant les succès parmi lesquels Dankie liewe Ouma, Hoor hoe klop my hart, Kom dans met my, Latina, ’n Meisiekind wil ek graag bly pour ne citer que les principaux. Sa chanson la plus connue demeure cependant le titre Kaapse Draai qui est classé parmi les cinq meilleures chansons de l'année 2003 lors de la cérémonie des Geraas Musiek Toekenning Awards, chargée de récompenser les meilleurs artistes de langue afrikaans. Elle reprendra par la suite cette chanson en duo avec un autre chanteur sud-africain à succès, Steve Hofmeyr. En 2005, Nádine sort la chanson Koe-Ma-Doe, laquelle est diffusée en boucle sur de nombreuses radio sud-africaines.
En 2006, le DVD-compilation de ces dix ans de carrière est un succès commercial nommé lors des South African Music Awards (SAWA). Elle est de nouveau nommée lors de l'édition 2008 pour son album « As jy Wonder », écrit en collaboration avec le compositeur Steve Taylor. 
S'imposant un rythme de travail soutenu - elle donne environ 120 concerts par an - elle aurait vendu environ 350 000 disques en dix ans de carrière. Elle se produit régulièrement lors d'événements de la vie publique sud-africaine, tels les concerts du jour de la Liberté.

## Discographie
- Krappies & Krefies
- Nádine
- You & I
- 44 Jongste Gunstelinge
- Simply Me
- Kaapse Draai Remix
- Mense soos jy
- As jy wonder
- Nádine 10 Years Live DVD